# リーゼガング現象

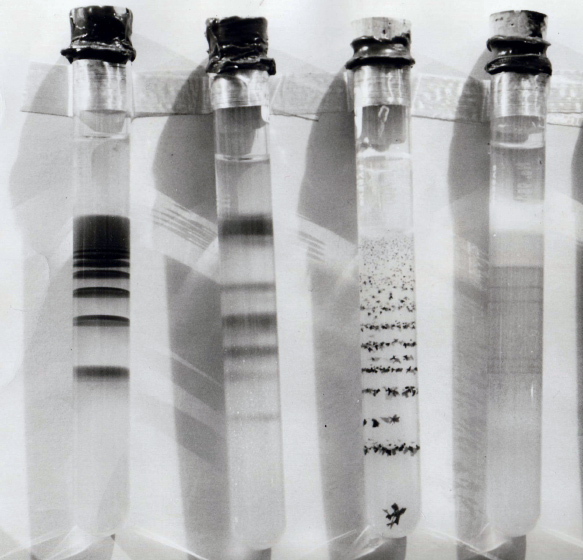
リーゼガングバンド

リーゼガング現象（リーゼガングげんしょう、英: Liesegang phenomenon）は、ゲル化した電解質溶液に、その電解質と混合すると沈殿を生じる別の電解質溶液を接触させると、ゲル中に沈殿が規則的な縞模様を描いて生成する現象である。
1896年にドイツの化学者であるラファエル・エデュアルト・リーゼガングによって初めて報告されたためこの名がある。リーゼガングは二クロム酸カリウムを含ませたゼラチンゲルと硝酸銀溶液を用いてこの現象を発見した。

## 実験方法
混ぜ合わせると沈殿を生じるような組み合わせの2種類の電解質溶液を用意する。1種類は濃度を薄くし、もう1種類は濃度を濃くする。濃度の薄い方の電解質をゲル内部の電解質(内部電解質)とし、濃度の濃い方の電解質を外部から添加する電解質（外部電解質）とする。内部電解質の溶液にゲル化剤を加えて、試験管やシャーレに移しゲル化させる。シャーレを用いる場合にはゲルが薄すぎたり厚すぎたりすると良い結果が得られない。
試験管ではゲルの上に外部電解質の溶液を静かに注ぎいれ、そのまま静置する。注いだ電解質溶液がゲルに浸透するに従ってゲル中に沈殿が縞模様を描いて生成するのが観察できる。この縞模様をリーゼガングバンドという。
シャーレではゲルの中央に外部電解質の溶液を静かに数滴垂らしてそのまま静置する。注いだ電解質溶液がゲル中を拡散するに従ってゲル中に沈殿が同心円状の模様を描いて生成するのが観察できる。この同心円をリーゼガングリングという。

## 性質
リーゼガング現象にはいくつかの規則性があることが知られている。
まず第一に各バンド（あるいはリング、以下同じ）が生じはじめる位置に関する規則性がある。n 番目のバンドが生じる位置 xn は等比級数となる。すなわち xn+1/xn = p （p は定数）。これは spacing law と呼ばれている。
第二に各バンドが生じはじめる時間に関する規則性がある。n 番目のバンドが生じはじめる時間 tn はバンドの位置 xn の2乗に比例する。すなわち tn = qxn2 （q は定数）。これは time law と呼ばれている。
第三に各バンドの幅に関する規則性がある。n 番目のバンドの幅 wn はバンドの位置 xn に比例する。すなわち wn = rxn2 （r は定数）。これは width law と呼ばれている。
また、p については内部電解質の濃度 cin と外部電解質 cex の濃度によって決定されることが知られている。その式は p = f(cin) + g(cin)/cex という形で表される（f, g は cin の関数である）。これを Matalon-Packter law という。また r は p の0.9–0.95乗で表される。

## 理論
リーゼガング現象は散逸構造の一種である。沈殿の生成とイオンの拡散の速度の非線形性が原因で生じる現象である。そのため現象の定量的な解析は困難であり、現在でも決定的なモデルはできていない。
リーゼガング現象が発見された翌年1897年にヴィルヘルム・オストヴァルトが最初に現象の原因を沈殿の過飽和とするモデルを提案している。
沈殿を作る2つのイオンの濃度が溶解度積で定まる限界を越えたとしてもすぐには沈殿は生じない。固体粒子が生成する時には界面を生じるため、余分な表面過剰エネルギーを必要とするためである。質量あたりの過剰エネルギーは粒子が小さいほど大きくなるため、固体が新たに析出する際には新しく小さい粒子ができるよりも、すでに生成している粒子が大きく成長する方がエネルギー的に有利になる。
その結果近くに沈殿がすでに生成した領域がある場合には、過飽和になっても沈殿は生じず、すでに沈殿がある場所にイオン対が移動してから沈殿が生成することとなり、沈殿のある部分とない部分の縞模様ができるとしている。
オストヴァルトのモデル以外にも多数のモデルが提案されている。（英語版を参照のこと）

## 鉱石のリーゼガング現象

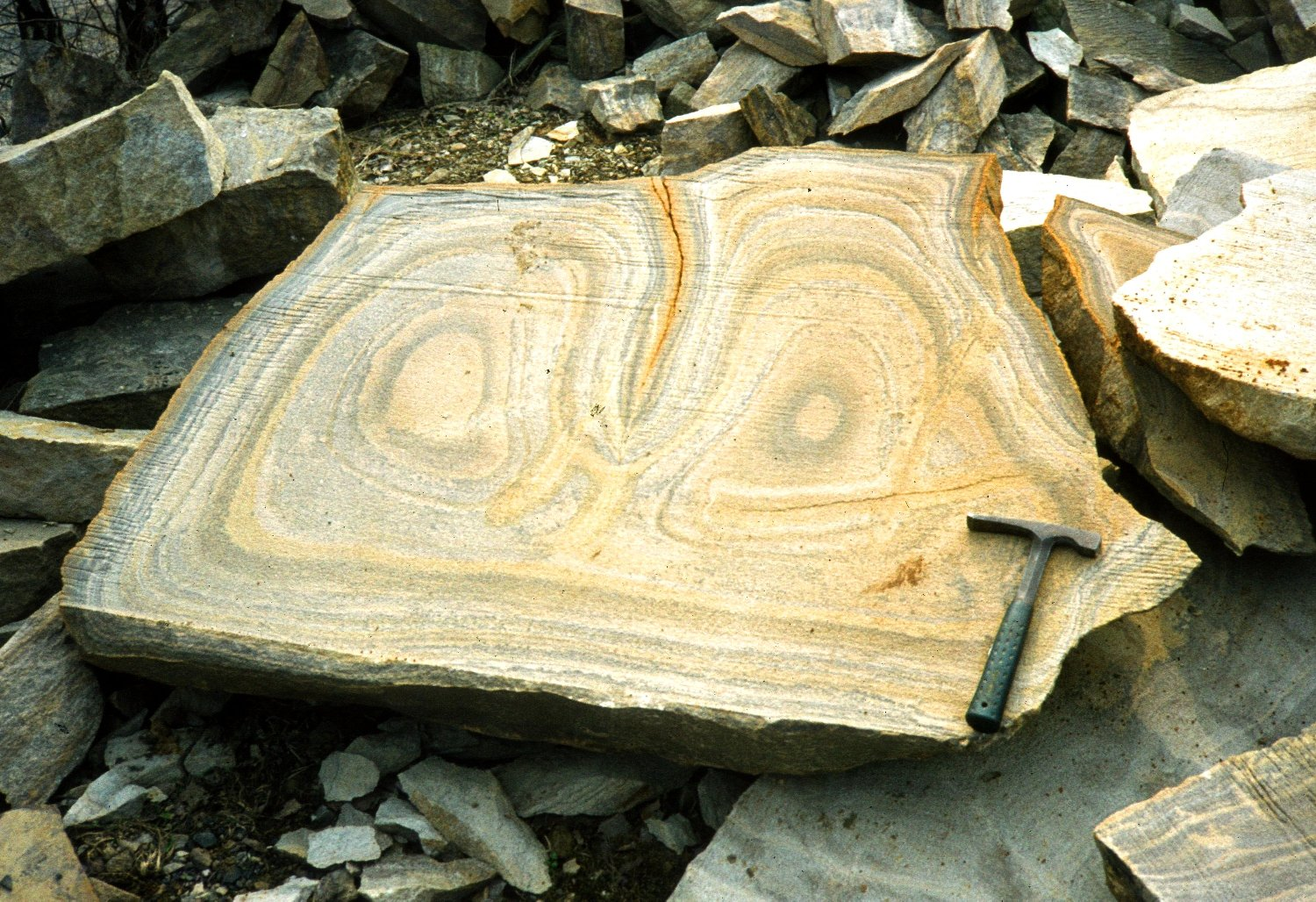
砂岩に現れているリーゼガングバンド

メノウなどの鉱物中にしばしば見られる縞模様は鉱物が熱水から析出する途中でリーゼガング現象が起こったものとされている。